# Theatre Echo
Theatre Echo (jap. テアトル・エコー Teatoru Ekō), (ang. Theater Echo) – japońska firma rozrywkowa zrzeszająca seiyū. Została utworzona we wrześniu 1950 roku. Jej przedstawicielem jest Kazuo Kamukura. Firma znajduje się w Shibuya. Theatre Echo jest jednym z czołowych teatrów japońskich oraz organizacji zarządzania talentami głosowymi. Od 1954 roku Teatr Echo wniósł znaczący wkład w rozwój scenografii w powojennej Japonii. Produkcje oryginalnych dramatów i zlokalizowane wersje zagranicznych spektakli scenicznych zdobyły wiele nagród, w tym m.in. Nagroda Złotej Strzały (jap. ゴールデン・アロー賞 Gōruden arō-shō) – wyróżnienie nadawane przez członków Stowarzyszenia Wydawców Czasopism Japonii (Japan Magazine Publishers Association (JMPA)) oraz The Stage Festival Grand Prix, przyznane przez Japońską Agencję do Spraw Kultury (jap. 文化庁 bunkachō). Talenty głosowe pochodzące z Teatru Echo można usłyszeć w słuchowiskach radiowych, w telewizji oraz w różnych widowiskach rozrywkowych. Talenty te są często wykorzystywane do  ról dubbingowych dla japońskich anime oraz filmów zagranicznych i seriali telewizyjnych.
Z Teatrem Echo jest związane Studio Echo – firma, która została założona 31 października 1988 roku. Firma skupia się na japońskich wersjach filmowych, zajmuje się dubbingiem, napisami, tłumaczeniami oraz samodzielnym nagrywaniem i miksowaniem.

## Anime
- Marine Boy, 1969
- Czarodziejskie zwierciadełko, 1969
- Inakappe Taishō, 1970
- Syrenka Mako, 1970
- Jaskiniowy chłopiec, 1971
- Marvelous Melmo, 1971
- Moonlight Mask, 1972
- Panda! Go, Panda!, 1972
- Panda Kopanda amefuri sākasu no maki, 1973
- Doraemon anime z 1973
- Wickie, syn wikingów, 1974
- Space Battleship Yamato, 1974
- Yūsha Raidīn, 1975
- La Seine no Hoshi, 1975
- Gekisō! Rūben Kaiser, 1977
- Space Battleship Yamato II, 1978
- Kirin meikyoku roman gekijō, 1979
- Yamato: The New Voyage – przy współpracy Aoni Production, 1979

## Obecni członkowie

### Kobiety
- Shinobu Adachi
- Aya Ishizu
- Uran Sakiko
- Yoshiko Ōta
- Noriko Oka
- Yoshikawa Kayo
- Kuriyama Bishoko
- Kuzuya Chibana
- Kobayashi Mayuko
- Kazue Komiya
- Naoko Takahashi
- Shigeta Chihoko
- Senou Reiko
- Hino Kachiko
- Yuko Maruyama
- Akiko Yoshikawa
- Masako Watanabe

### Mężczyźni
- Asato Tetsuya
- Masahiro Anzai
- Ishii Takao
- IKKAN
- Junpei Endo
- Ichiro Oki Makoto
- Keijin Okuda
- Koji Ochiai
- Katsuhiko Kawamoto
- Kazuo Kumakura (przewodniczący)
- Atsushi Goto
- Ryūji Saikachi
- Ritsuo Sawa
- Toshiaki Suzuki
- Seshimo Kazuhisa
- Takuma Takewaka
- Yōhei Tadano
- Hideki Tanaka
- Maroshi Tamura
- Tommy Seki
- Nemoto Yasuhiko
- Kazuo Hayashi
- Fujiwara Kenichi
- Michiaki Furuya
- Yoshito Yasuhara
- Tetsuya Yamazaki
- Keisuke Yamashita

## Dawni członkowie

### Mężczyźni
- Kitazawa Byao, (śmierć)
- Michihiro Ikemizu, (obecnie należy do Aoni Production)
- Hiroshi Izawa, (obecnie Troupe Big Face)
- Takkō Ishimori, (śmierć, wcześniej przeniósł się do Arts Vision)
- Osamu Ichikawa, (śmierć)
- Masatō Ibu, (obecnie Papado)
- Takashi Irie, (obecnie należy do CINEMAST)
- Ueki Kei, (obecnie przynależy do Gekidandora oraz do Tank Production)
- Ueshima Ryuhei, (obecnie Ohta Production)
- Okuno Yoshiaki, (obecnie Tank Production)
- Kaji Tetsuya, (śmierć)
- Kaneko Tatsu, (obecnie Tank Production)
- Akira Kamiya, (obecnie Saeba Shoji)
- Kurane Hiroyuki, (obecnie Aoni Production)
- Kuraguchi Keizo,
- Kurane Hiroyuki, (obecnie przynależy do Tank Production)
- Takayasu Komiya, (obecnie PSC Office)
- Osamu Saka, (obecnie Aoni Production)

### Kobiety
- Ike Fūna, (obecnie Tank Production)
- Hiromi Ishikawa, (obecnie przynależy do 81 Produce, oraz do Nevula Project Corporation
- Yuko Inoue, (obecnie Tank Production)
- Hiroko Emori, (obecnie Aoni Production)
- Ichijo Miyuki, (obecnie Production Baobab)
- Kagawa Kōko,
- Masako Katsuki, (obecnie przynależność do Produce 81)
- Kawasaki Saharu, (obecnie Tank Production)
- Kawanami Yoko, (obecnie Aoni Production)
- Kawaji Natsuko, (śmierć)
- Yuko Kobayashi, (obecnie 81 Produce)
- Reiko Kondo, (śmierć, wcześniej przeniósł się do Mausu Promotion)
- Kazuko Sugiyama, (obecna przynależność do Aoni Production)
- Sakamoto Chika, (obecnie Atsubijon)
- Takimoto Uni, (obecnie Studio Dream)
- Tanaka Mayumi, (obecna przynależność do Aoni Production)
- Kazue Takahashi, (śmierć)
- Ai Tanaka, (obecnie Tank Production)
- Misako Tominaga, (śmierć)
- Nunami Terue, (śmierć)
- Naoko Nozawa, (obecnie Yoshimoto Creative Agency)
- Tomoko Hayashi, (obecnie Tank Production)
- Michiko Hirai, (śmierć)
- Makino Kazuko,
- Yoneko Matsukane, (obecnie Knockout)
- Mabuchi Maki, (obecnie Tank Production) oraz Gekidandora)
- Junko Midori, (obecnie Production Baobab)
- Miyajima Yasuko, (obecnie spiker w TV Asahi)
- Reiko Mutō, (śmierć, wcześniej przeniósł się do Aoni Production)
- Ryoko Wada